# Campionato francese di tennis 1910
Il Campionato francese di tennis 1910 (conosciuto oggi come Open di Francia o Roland Garros) è stato la 20ª edizione del Campionato francese di tennis, riservato ai tennisti francesi o residenti in Francia. Si è svolto su campi in terra rossa del Racing Club de France di Parigi in Francia.
Il singolare maschile è stato vinto da Maurice Germot, che si è imposto su François Blanchy. Il singolare femminile è stato vinto da francese Jeanne Matthey, che ha battuto Marguerite Broquedis. Nel doppio maschile si sono imposti Marcel Dupont e Maurice Germot. Nel doppio femminile hanno trionfato Jeanne Matthey e Daisy Speranza. Nel doppio misto la vittoria è andata a M. Meny in coppia con É. Mény de Marangue.

## Seniors

### Singolare maschile
Maurice Germot ha battuto in finale  François Blanchy con il punteggio di 6–1, 6–3, 4–6, 6–3.

### Singolare femminile
Jeanne Matthey ha battuto in finale  Marguerite Broquedis con il punteggio di 1–6, 6–1, 9–7.

### Doppio maschile
Marcel Dupont /  Maurice Germot

### Doppio femminile
Jeanne Matthey /  Daisy Speranza

### Doppio misto
M. Meny /  É. Mény de Marangue